# Duthies Goldmull
Duthies Goldmull (Chlorotalpa duthieae) ist eine Art der Goldmulle. Er kommt endemisch im südlichen Afrika vor, sein Verbreitungsgebiet erstreckt sich entlang eines 275 km langen, schmalen Küstenstreifens in den südafrikanischen Provinzen West- und Ostkap. Dort ist die Art auf zwei unterschiedliche Subpopulationen verteilt, die Wald- und Gartengebiete mit lehmigen Böden besiedeln. Der Körperbau von Duthies Goldmull ist grazil, er weist aber wie alle Goldmulle einen spindelförmigen Körper, der keine äußerlich sichtbare Ohren oder einen Schwanz besitzt, und kräftige Grabkrallen an den Vorderfüßen auf. Damit ist er gut an eine unterirdische, grabende Lebensweise angepasst, über das genaue Verhalten liegen aber nur wenige Daten vor. Die Art wurde 1907 wissenschaftlich eingeführt. Der Bestand gilt als bedroht.

## Merkmale

### Habitus
Duthies Goldmull ist ein kleiner Vertreter der Goldmulle mit einem grazilen Körperbau und schlanken Grabkrallen am Vorderfuß. Die Kopf-Rumpf-Länge beträgt 9,5 bis 13,0 cm, das Gewicht schwankt zwischen 20 und 41 g. Dem charakteristisch spindelförmigen Körper fehlen wie bei allen Goldmullen äußerlich sichtbare Ohren und der Schwanz. Das Rückenfell hat eine einheitlich rötlich-schwarze bis bräunlich-schwarze Farbe, der Bauch und die Kehle sind dunkelgrau. Die Schnauze und Stirn erscheinen etwas heller als der Rücken, an den unter dem Fell verborgenen Augen treten gelbliche Farbflecken von dreieckiger Gestalt auf. Die einzelnen Haare werden 8 bis 9 mm lang. Sie sind an der Basis hellgrau, knapp unterhalb der Spitze dunkelgrau gefärbt. Die gesamte Unterwolle besitzt eine schiefergraue Farbgebung. An der Schnauze ist ein lederartiges Polster ausgebildet, dass vergleichsweise schmal wirkt und nur 1,5 mm in der Breite misst, die Außenseiten sind abgerundet. Die Lippen von Duthies Goldmull zeigen eine weißliche Farbe. Die kurzen und kräftigen Gliedmaßen enden vorn in vier, hinten in fünf Strahlen. Vor allem die Krallen der Vorderfüße sind kräftig und zum Graben geeignet. Die Kralle des mittleren (dritten) Strahls ist mit einer Länge von 7 bis 9 mm und einer basalen Breite von 3,5 bis 4,0 mm am größten. Am zweiten Fingerstrahl wird die Kralle mit 4,5 mm nur halb so lang, die des ersten Fingers misst 1,5 mm. Am vierten Finger besteht nur eine deutlich reduzierte Klaue von 0,7 mm Länge. Die Hinterfußlänge beträgt 9 bis 13 mm.

### Schädel- und Gebissmerkmale
Die größte Schädellänge variiert zwischen 22,0 und 24,5 mm, die Breite zwischen 13,7 und 15,8 mm. Der Schädel ist im Vergleich zu dem seines nahen Verwandten Sclaters Goldmull (Chlorotalpa sclateri) schmal gebaut – sowohl im Bereich des Hirnschädels als auch des Rostrums und der Augen. So beträgt die Breite am vorderen Ende des Rostrums 4,0 mm, der Gaumen ist 6,8 mm breit, was auch der Breite des Schädels an den Augen entspricht. Männliche Tiere sind von weiblichen anhand der durchschnittlich größeren Schädelmaße metrisch gut unterscheidbar. Das Gebiss setzt sich aus 40 Zähnen mit folgender Zahnformel zusammen: {\displaystyle {\frac {3.1.3.3}{3.1.3.3}}}. Der vordere untere Prämolar besitzt ein dreihöckeriges (tricuspides) Kauflächenmuster und entspricht damit den Molaren. Am oberen ersten Prämolar fehlt eines der Höckerchen. Auf den unteren Molaren tritt ein deutliches Talonid auf. Der letzte Backenzahn ist allgemein sehr klein, ähnelt aber den anderen Molaren. Die Länge der oberen Zahnreihe vom Eckzahn bis zum letzten Molar liegt bei 6,5 bis 7,7 mm.

## Verbreitung

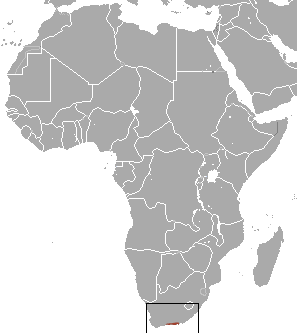
Verbreitungsgebiet (rot) von Duthies Goldmull

Duthies Goldmull tritt endemisch im südlichen Afrika auf. Das Verbreitungsgebiet erstreckt sich als schmaler Streifen entlang der Südküste von George in der südafrikanischen Provinz Westkap ostwärts bis zum 275 km entfernten Port Elizabeth in der Provinz Ostkap. Innerhalb ihres Verbreitungsgebietes ist die Art von insgesamt neun Lokalitäten bekannt, die sich zwei Subpopulationen zuweisen lassen: einer westlichen im Bereich des Garden-Route-Nationalparks um Knysna, Wilderness und Tsitsikamma mit sechs Fundpunkten und einer östlichen um Port Elizabeth mit drei. Die neun Lokalitäten verteilen sich auf eine Fläche von 14.000 km², das tatsächliche Vorkommen beschränkt sich jedoch auf nur 144 km². Die Tiere bewohnen die südafrikanischen Berg- und Küstenwälder des Fynbos, die auf sandigen Schwemmböden oder sandig-lehmigen Untergrund gedeihen. Im Osten dringen sie auch marginal in Savannenlandschaften vor. In der Region tritt sympatrisch der Fynbos-Goldmull (Amblysomus corriae) auf, er bewohnt aber eher Waldränder, während Duthies Goldmull tiefer in den Wäldern lebt. Vor allem in der östlichen Subpopulation ist Duthies Goldmull zudem in kultivierten Gebieten wie in Gärten nachgewiesen. Er kann lokal sehr häufig sein, quantitative Daten liegen aber kaum vor. In einzelnen zuträglichen Habitaten konnten bis zu vier Individuen je Hektar gefangen werden.

## Lebensweise
Die Lebensweise von Duthies Goldmull ist kaum untersucht. Die Tiere leben einzelgängerisch und sind nachtaktiv. Sie bauen Tunnel und Gänge, die von einem Nest in Baumwurzeln ausgehend radial auswärts dicht unterhalb des Erdbodens verlaufen. Die Nahrung wird in diesen Tunneln oder in Blätterabfall am Erdboden gesucht. Zwei untersuchte Mageninhalte enthielten hauptsächlich Regenwürmer, in einem weiteren fanden sich auch Reste von Weichtieren. Bisher konnte nur ein trächtiges Weibchen beobachtet werden. Dieses besaß zwei Föten und wurde im November gefangen. Im selben Monat wurden zwei Männchen mit vergrößerten Hoden gefangen, was auf eine Fortpflanzungsphase während des feuchteren Sommers schließen lässt. Gelegentlich treten Reste von Duthies Goldmull in Gewöllen der Schleiereule auf, was ebenfalls auf gelegentliches Auftreten an der Erdoberfläche verweist.

## Systematik
Duthies Goldmull ist eine Art aus der Gattung Chlorotalpa, zu der außerdem noch Sclaters Goldmull (Chlorotalpa sclateri) gezählt wird. Die Gattung bildet einen Bestandteil der Familie der Goldmulle (Chrysochloridae), die kleine, bodengrabende Säugetiere aus der Überordnung der Afrotheria einschließt. Die Goldmulle sind endemisch in Afrika verbreitet mit einem Schwerpunkt im südlichen Teil des Kontinents, einige wenige Arten kommen auch im östlichen oder zentralen Teil vor. Dabei bedingt ihre unterirdische Lebensweise, dass die Habitate der einzelnen Arten mit wenigen Ausnahmen eng umrissen sind. Es können aber zwei ökologische Gruppen unterschieden werden. Eine Gruppe besteht aus Bewohnern trockener bis teils halbwüstenartiger Landschaften, so der Wüstengoldmull (Eremitalpa) oder die Kapgoldmulle (Chrysochloris). Zur zweiten Gruppe gehören Formen, die in offenen Gras- und Savannenlandschaften sowie in Wäldern heimisch sind, beispielsweise, die Kupfergoldmulle (Amblysomus), die Vertreter der Gattung Neamblysomus, Arends’ Goldmull (Carpitalpa arendsi) oder aber die Chlorotalpa-Arten. Die innere Gliederung der Familie ist bisher nicht vollständig geklärt. Häufig werden zwei oder drei Unterfamilien anhand des Baus des Hammers im Mittelohr unterschieden: die Amblysominae mit einem normal gebauten Malleus, die Chrysochlorinae mit einem stark verlängerten Kopf des Malleus und die Eremitalpinae mit einem kugelig aufgeblähten Kopf des Malleus. Die beiden letztgenannten bilden nach Ansicht anderer Autoren wiederum nur eine einzelne Unterfamilie, die Chrysochlorinae. Diese auf skelettanatomischen Unterschieden beruhende Untergliederung der Goldmulle ist mit Hilfe von molekulargenetischen Ergebnissen bisher nicht vollständig nachvollziehbar. Demnach besitzt Chlorotalpa trotz des vergrößerten Malleus eine Mittlerstellung zwischen einer Gruppe zusammengesetzt aus Amblysomus, Neamblysomus und Carpitalpa („Amblysominae“) und einer weiteren Gruppe bestehend aus Chrysochloris, Chrysospalax, Cryptochloris und weiteren („Chrysochlorinae“).
Unterarten von Duthies Goldmull sind nicht bekannt. Die Vertreter der westlichen Subpopulation im Bereich des Garden-Route-Nationalparks sind deutlich größer als die der östlichen. Ein bestimmter Genfluss zwischen den beiden Gruppen wird nicht angenommen, da das Gebiet, das diese voneinander trennt, durch das trockenere Strandveld charakterisiert ist. Die wissenschaftliche Erstbeschreibung erfolgte durch Robert Broom im Jahr 1907 unter der Bezeichnung Chrysochloris duthieae und damit innerhalb der Kapgoldmulle. Das Belegexemplar, ein weibliches Tier von 10,5 cm Länge, stammt aus der Region um Knysna und damit aus dem Verbreitungsgebiet der westlichen Subpopulation, die Region gilt als Typusgebiet. Entdeckt wurde das Tier von Augusta Vera Duthie, einer südafrikanischen Botanikdozentin; ihr zu Ehren wählte Broom das Artepitheton. Broom bemerkte aufgrund der dunklen Fellfärbung Ähnlichkeiten zum ebenfalls bei Knysna vorkommenden Fynbos-Goldmull, allerdings bewog ihn die höhere Gesamtanzahl an Zähnen dazu, das Individuum einer neuen Art zuzuweisen. Die Eingliederung in die Gattung Chlorotalpa erfolgte erst 1924 durch Austin Roberts, wobei er Duthies Goldmull als Typusart bestimmte. In der Folgezeit wurde Duthies Goldmull teilweise als Unterart von Sclaters Goldmull angesehen. Allerdings zeigen Unterschiede in der Fellfärbung und in einzelnen Merkmalen der Chromosomen sowie abweichende Habitatpräferenzen, dass beide Arten eigenständig sind. Zu einem ähnlichen Ergebnis kamen molekulargenetische Analysen.

## Bedrohung und Schutz
Hauptbedrohung für den Bestand von Duthies Goldmull sind fortschreitende Veränderungen und weitere Fragmentierung des Lebensraums in Folge der Ausbreitung der menschlichen Siedlungen und von Infrastrukturmaßnahmen zur touristischen Erschließung der Region. Etwa 60 % der Wälder, in denen die westliche Subpopulation auftritt, stehen unter Schutz, darunter 400 km² unter staatlichem. Dadurch ist diese von derartigen Überprägungen nur wenig betroffen. In den Randgebieten kann es aber durch Umwandlung der Waldflächen in Plantagen oder durch Holzeinschlag zu einschneidenden Umwandlungen kommen. Von den Lokalitäten der östlichen Population steht keine unter Schutz, sodass die Qualität der besiedelten Landschaften rapide zurückgeht. Allerdings tritt die Art hier auch vermehrt in Kulturflächen wie Gärten auf, was darauf hinweist, dass sie moderate Veränderungen toleriert. Untergeordnet haben die Erbeutung einzelner Individuen durch Haushunde und Hauskatzen einen lokalen Einfluss, ebenso wie die Verfolgung durch Gärtner. Gegenwärtig wird der Gesamtbestand von der IUCN als „bedroht“ (vulnerable) eingestuft. Bedeutende Schutzgebiete, in denen Duthies Goldmull auftritt, sind der Garden-Route-Nationalpark und das Keurboomsriver-Naturreservat.